# Старое католическое фарное кладбище
Старое католическое фарное кладбище — закрытое кладбище католической общины в городе Гродно, административном центре Гродненской области Беларуси. Территория кладбища ограничена Пригородной, Подольной улицами и 4-м Подольным переулком. На другой стороне переулка находится православное кладбище.

## История

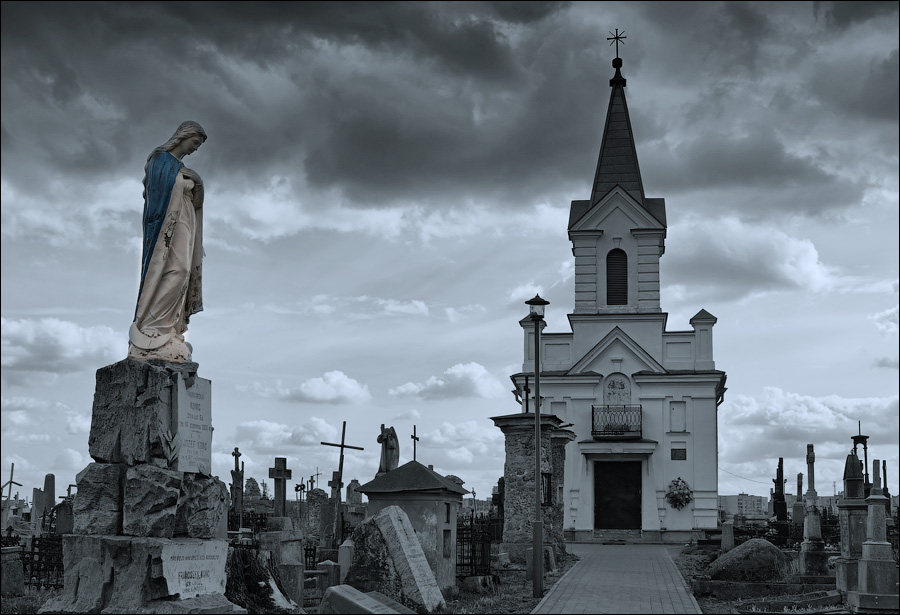
Часовня

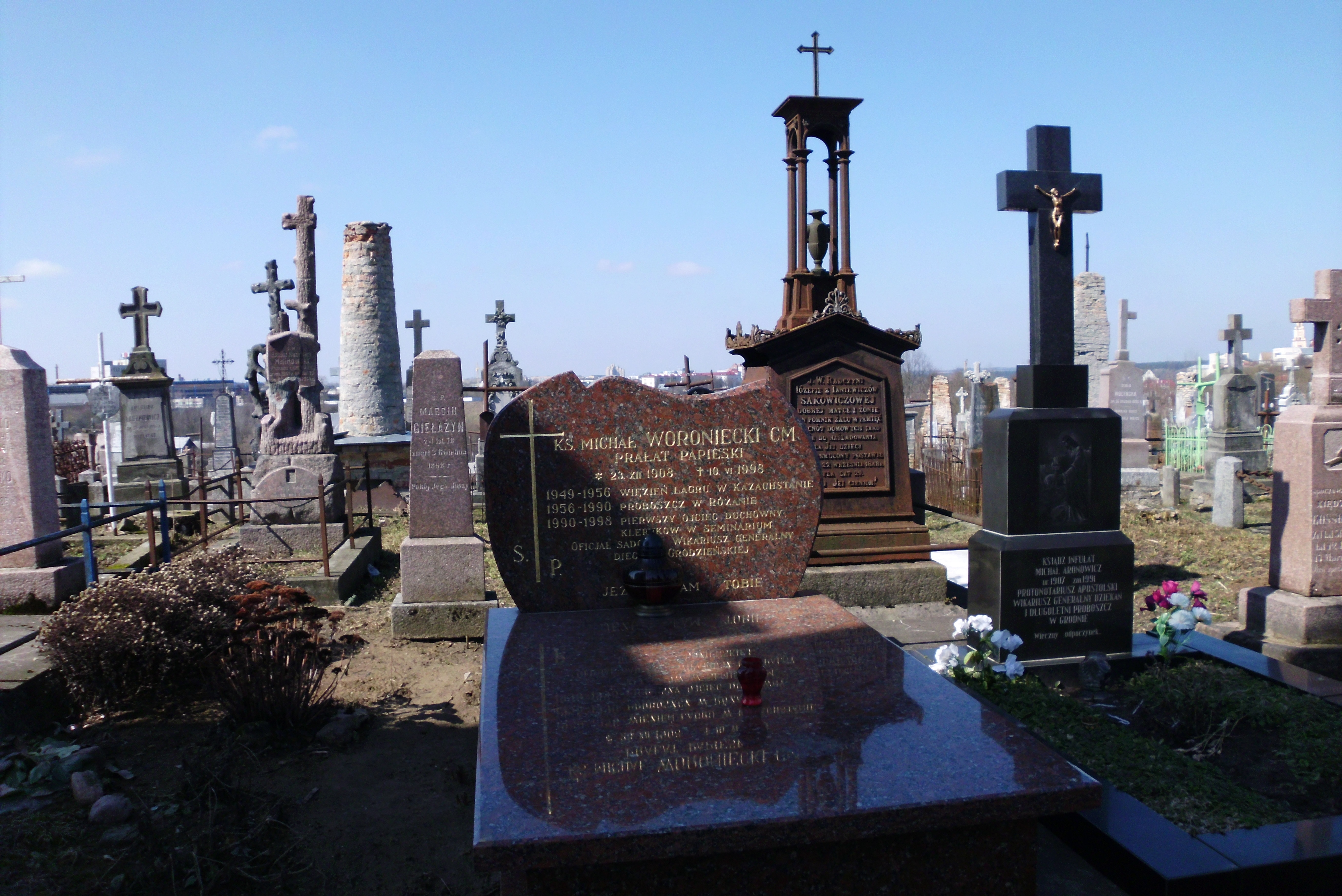
Фарное кладбище

Устройство кладбища «ex urbem» было частью плана городских преобразований, начатых в Речи Посполитой еще во времена короля Станислава Августа Понятовского. По решению Комиссии Полиции Обоих Народов Речи Посполитой в 1791 году кладбища во всех крупных городских центрах страны были вынесены за пределы города. В результате этого решения в 1792 году у восточной окраины Гродно было заложено новое приходское католическое кладбище.
В центре некрополя в 1822 году на средства К. Студницкого по проекту архитектора Карла Багемила была построена Часовня во имя Святого Спаса. Колокольня была построена в 1907 году. На его фасаде установлены две мемориальные доски: одна посвящена защитникам Гродно в 1939 году, другая — жертвам сталинского террора.
Особого внимания заслуживают надгробия работы Б. Шушкевич, Г. Заборовский и др.
Закрыт в 1973 году. В 1986 году по решению Гродненского облисполкома старому гродненскому католическому кладбищу был присвоен статус памятника регионального значения.

## Похороненные известные люди
- отец М. Аронович,

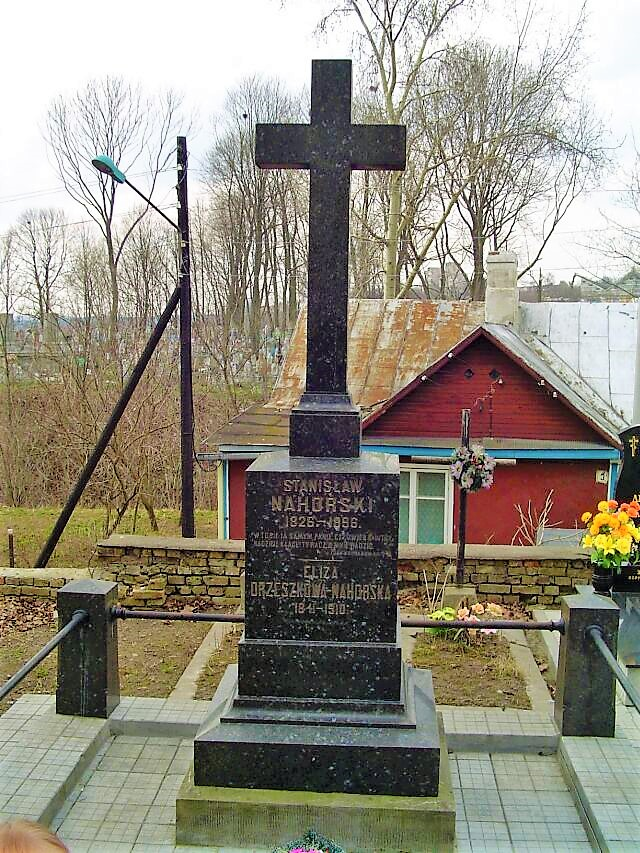
Могила Элизы Ожешки и ее мужа Станислава Нагорского

- Элиза Ожешко (1841—1910) — польская и белорусская писательница, общественный деятель, педагог;
- Вильгельмина Зындрам-Косцялковская (1844—1926) — польская писательница, переводчица, журналист, эссеистка и просветительница[1];
- генерал Франц Борковский (1803—1871);
- о. Франциск Гринкевич (1884—1933) — католический священник, руководитель Гродненского кружка белорусской молодежи;
- Ян Кохановский (1894—1942) — учитель мужской гимназии в Гродно, создатель Гродненского зоопарка;
- Казимир Крейбих — государственный деятель, президент Гродно.
- Юсеф Кунц — основатель пивоварни Horaden, гражданин Австрии, выпускник пивоваренной школы в Пльзене, Чехия. Памятник изготовлен в мастерской Романии Шишкевич, вдовы Болеслава Шишкевича.
- Барон 3. Дангель,
- Флорентина Леже, жена генерала Николаса Леже. Автор — мастер Де Веки из Киева. Памятник имеет явные черты стиля модерн. Памятник изготовлен в мастерской Виктора де Векки из Киева (мастерская работает с 1902 года.).
- Эдуард Листовский (1861—1922) — политический деятель, первый городской голова Гродно в межвоенный период;
- Константин Максимович (1768—1831) — гродненский вице-губернатор;
- Станислав Нагорский (1826—1896) — адвокат из Гродно, муж Элизы Ожешки;
- Джузеппе Сакко (1735—1798) — архитектор Речи Посполитой, представитель стилей барокко и классицизма;
- Александр Тальгейм (1873—1937) — гродненский врач, общественный деятель, председатель объединения любителей искусства «Муза»;
- Станислав Хольснер — подполковник, командир батальона. Автор памятника Болеслав Шишкевич. Якорь и цепь к нему — символ конца жизни.
- Болеслав Шишкевич (1864—1893) был прекрасным скульптором, философом в скульптуре, имел в Гродно мастерскую по изготовлению надгробий;
- Яков Фардон (1808—1888) был архитектором.
- Яневич-Яневский, Феодосий Семёнович (1789-?) — гродненский вице-губернатор.

Рядом с часовней находится квартал, где захоронены католические священнослужители, например, францисканец Мельхиор Фардон, а также монахини бригитки и назаретанки, в том числе художница Мария Гажич (в монашестве Павла).
На кладбище также похоронены солдаты Республики Польша, погибшие во время польско-советской войны 1919—1920 годов.